# Vitruvianske mannen

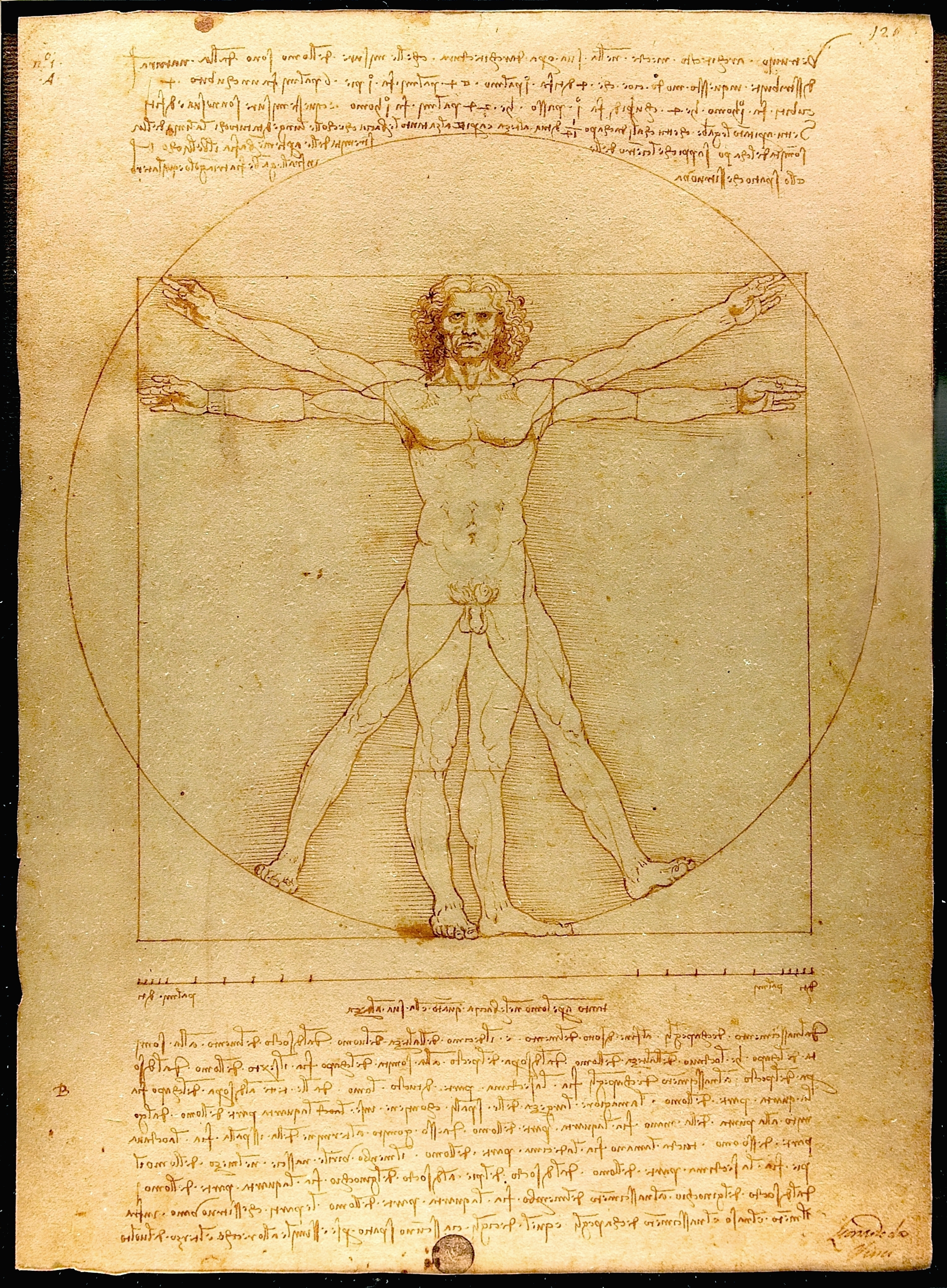
Den vitruvianske mannen.

Den vitruvianske mannen är en teckning med tillhörande anteckningar i spegelvänd skrift som Leonardo da Vinci gjorde runt år 1492. Teckningen föreställer en naken mansfigur med ideala proportioner och kroppen i två positioner lagda ovanpå varandra. Manskroppen har utsträckta armar och ben och är inskriven i en cirkel och i en kvadrat.
Teckningen är namngiven efter den romerske arkitekten Vitruvius, som influerade renässansen och den har de proportioner han beskrev. Bilden är ett typexempel på förenandet av konst och vetenskap som kännetecknade renässansen. Den förvaras på Gallerie dell'Accademia i Venedig, men finns vanligtvis inte utställd till allmän beskådan, eftersom pappret skadas av att exponeras för ljus.

## Utformning
Leonardos stora intresse för proportioner exemplifieras utmärkt i denna bild. Vissa tror att Leonardo föll in i den pytagoreiska tradition som föreställde sig att den mänskliga existensen bestod av en själslig existens – föreställd av cirkeln – och en materiell – beskriven av kvadraten. Den mänskliga kroppen representerade således det perfekta förhållandet mellan själslighet och materia vilket avspeglades i dess väl avvägda proportioner.
| ”                        | Från hårfästet till hakspetsen är en tiondel av en mans längd; från hakspetsen till toppen av huvudet är en åttondel; från bröstet till hårfästet är en sjundedel av hela mannen. | „ |
| – Leonardos anteckningar | |   |